# Daddikamalapur, Dharwad
Daddikamalapur là một làng thuộc tehsil Dharwad, huyện Dharwad, bang Karnataka, Ấn Độ.